# الهند الشرقية

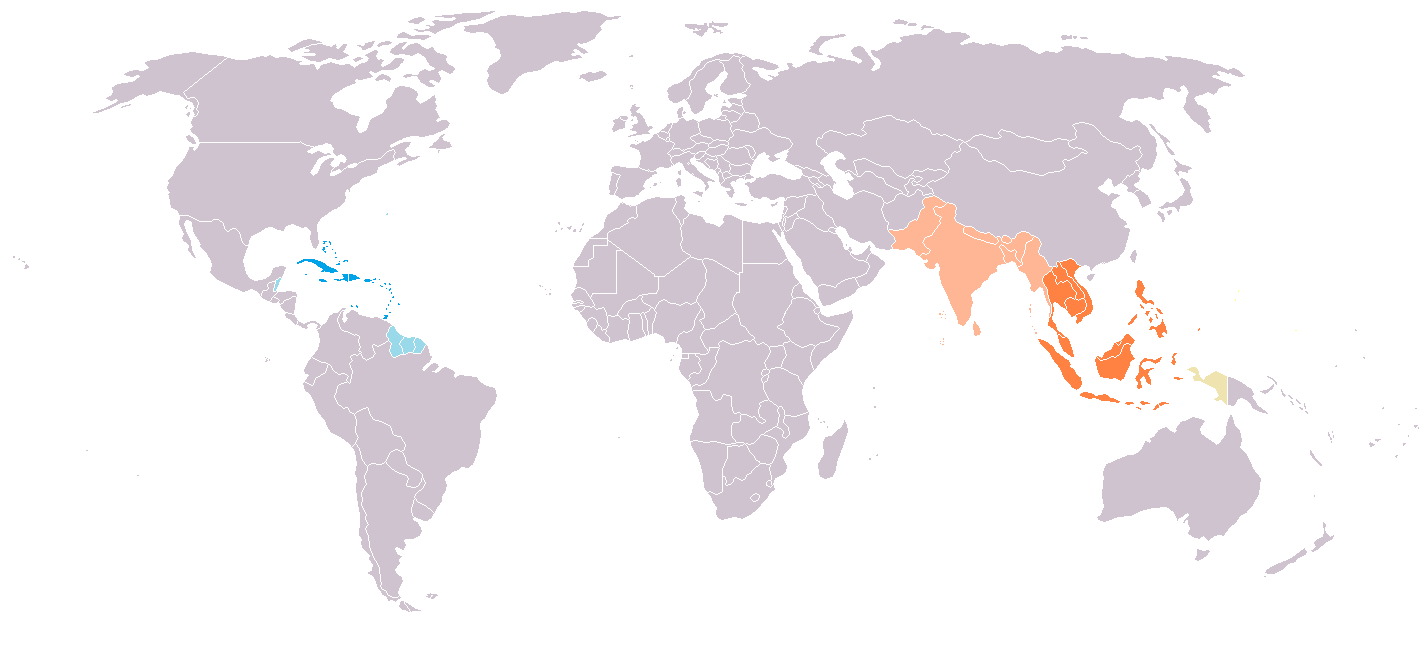
الهند الشرقية
شبه القارة الهندية/الهند العظمى
غينيا الغربية الجديدة

الهند الشرقية هو مصطلح يستخدم (كما يدل الاسم) للإشارة إلى المناطق الواقعة شرق شبه القارة الهندية وتحديدا جنوب شرق آسيا البحري وأجزاء من شرق آسيا. وبعبارة أدق استخدم مصطلح الهند الشرقية من قبل المركزية الأوروبية للإشارة إلى الجزر الواقعة جنوب شرق آسيا وتحديدا في الأرخبيل الأندونيسي والأرخبيل الفليبيني.
خلال حقبة الاستعمار الأوروبي، كانت أراضي الإمبراطورية الإسبانية في آسيا تُعرف باسم جزر الهند الشرقية الإسبانية لمدة 333 عامًا وذلك قبل الغزو الأمريكي واستقلال الفلبين لاحقًا. كانت المستعمرات التي احتلتها هولندا في المنطقة معروفة منذ حوالي 300 عام باسم جزر الهند الشرقية الهولندية وذلك قبل استقلال إندونيسيا. من المرجح أن الهند الشرقية كانت تشمل أيضًا الهند الصينية الفرنسية والأراضي البريطانية السابقة (مملكة بروناي اليوم) وهونج كونج وسنغافورة وماكاو البرتغالية وتيمور البرتغالية. ومع ذلك، فهي لا تشمل غينيا الجديدة الهولندية والتي تعتبر جغرافيًا جزءًا من ميلانيزيا.

## تاريخ
بدأت القوى الأوروبية باستكشاف هذه المناطق لأول مرة في أواخر القرن الخامس عشر وأوائل القرن السادس عشر بقيادة المستكشفين البرتغاليين. أطلق البرتغاليون على المنطقة بأكملها التي اكتشفوها اسم «جزر الهند». في النهاية، قُسمت المنطقة إلى مجموعتين سُميت الأولى بجزر الهند الشرقية (كانت تسمى سابقا جزر الهند القديمة أو جزر الهند العظيمة)، وتتكون من الهند والمجموعة الثانية تسمى جزر الهند الغربية (وتسمى أيضًا جزر الهند الجديدة أو جزر الهند الصغيرة)، التي تتكون من الأمريكتين.
بعد إنشاء الشركات التجارية الأوروبية مثل شركة الهند الشرقية البريطانية وشركة الهند الشرقية الهولندية في القرن السابع عشر. أصبحت هذه المناطق مصادر مهمة لتجارة البضائع، وخاصة القطن وصبغة النيلة والتوابل.
كان يعتقد في البداية أن حدود العالم الجديد هو أقصى شرق (الهند الشرقية) التي اكتشفت من قبل كريستوفر كولومبوس، الذي أساء بشكل كبير تقدير المسافة من أوروبا إلى آسيافي وقت لاحق ومن أجل تجنب الارتباك، اتُفق على تسمية العالم الجديد باسم «جزر الهند الغربية»، بينما يقيت جزر الهند المكتشفة أول مرة تحمل نفس الاسم وهو «جزر الهند الشرقية».